# Vereinigung der Verfolgten des Naziregimes – Bund der Antifaschistinnen und Antifaschisten
Die Vereinigung der Verfolgten des Naziregimes – Bund der Antifaschistinnen und Antifaschisten (VVN-BdA e. V.) ist ein 1947 als Vereinigung der Verfolgten des Naziregimes (VVN) gegründeter Verband mit Sitz in Berlin. Die Vereinigung ging aus Zusammenschlüssen von Widerstandskämpfern und Nationalsozialismus-Verfolgten hervor, die nach der Befreiung vom Nationalsozialismus entstanden waren.
Nach der Befreiung aus den Konzentrationslagern gründeten sich Gruppen der Überlebenden in vielen Städten und Regionen Deutschlands. Die Vereinigung versteht sich sowohl als überparteiliche Sammelorganisation von überlebenden Verfolgten und Gegnern des NS-Regimes als auch von nachgeborenen heute engagierten Menschen gegen völkisch-nationalistische Bestrebungen.
Seit ihren Anfängen thematisiert die VVN bzw. VVN-BdA nicht nur die Verfolgung durch den Nationalsozialismus und den Widerstand dagegen, sondern hinterfragt, kritisiert und bekämpft politische Nachkriegserscheinungen, die sie als undemokratisch oder friedensfeindlich betrachtet, etwa die Präsenz ehemaliger Nationalsozialisten in Behörden, Justiz und bis in die Regierungsebene reichenden politischen Gremien der Bundesrepublik, aber auch Entwicklungen wie die Wiederbewaffnung in den 1950er Jahren und die Notstandsgesetzgebung Ende der 1960er Jahre. Darüber hinaus will ihre Arbeit über organisatorische Strukturen und Aktivitäten von Neonazis bzw. der Neuen Rechten aufklären sowie gegen solche Entwicklungen mobilisieren.
Seit 2002 gibt es eine gesamtdeutsche Vereinigung, zu deren Mitgliedsverbänden auch die Lagergemeinschaften ehemaliger Häftlinge aus den Konzentrationslagern gehören.
Nach eigenen Angaben ist die VVN-BdA die größte Organisation von Antifaschisten in Deutschland.

## Selbstverständnis
Die VVN-BdA beschreibt sich als „überparteilicher Zusammenschluss“ von Frauen und Männern des Widerstands gegen den Nationalsozialismus, von überlebenden NS-Verfolgten, aber auch von Angehörigen der nachfolgenden Generationen, die die folgenden Zielsetzungen verbinden:
- aus der Vergangenheit zu lernen,
- für die „Vision einer antifaschistischen Zukunft“ einzutreten,
- „für eine Welt ohne Rassismus, Antisemitismus, Nazismus und Militarismus, ohne Ausgrenzung, ohne Faschismus und Krieg“ tätig zu sein.

In diesen Anliegen bezieht sie sich auf den Schwur von Buchenwald als historischen Ausgangspunkt.
Sie gibt die zweimonatlich erscheinende Zeitschrift antifa – Magazin der VVN-BdA für antifaschistische Politik und Kultur heraus. Ehrenpräsidenten der Vereinigung waren Joseph Rossaint (Mitgründer), Alfred Hausser, Kurt Goldstein, Heinrich Fink, Hans Lauter und Esther Bejarano.
Die VVN-BdA ist Mitglied der Fédération Internationale des Résistants (Internationale Föderation der Widerstandskämpfer, FIR). Sie gehört auch der Kooperation für den Frieden an und ist Mitglied des internationalen antirassistischen Netzwerks UNITED.

## Geschichte

### Gründung
Nach dem Ende des Nationalsozialismus bildeten sich lokale Zusammenschlüsse ehemaliger Widerstandskämpfer wie etwa das „Komitee ehemaliger politischer Gefangener“ in Hamburg oder der „Ausschuß ehemaliger Konzentrationslager-Häftlinge“ in Hannover sowie antifaschistische Ausschüsse und verschiedene Komitees der Opfer des Faschismus („Antifa-Ausschüsse“), in denen die befreiten politischen Häftlinge eine wesentliche Rolle spielten. Letztere wurden allerdings als zu weit links orientiert umgehend von der US-Militärbehörde und anschließend von der britischen Militärregierung verboten. Diese Ansätze bildeten den Ausgangspunkt einer zonenübergreifenden Organisation der NS-Verfolgten. Am 26. Juni 1945 wurde in Stuttgart eine „Vereinigung der politischen Gefangenen und Verfolgten des Nazi-Systems“ – abgekürzt VVN – gegründet. Es folgten weitere Gründungen vor allem politisch Verfolgter, also ganz überwiegend von Widerstandskämpfern, in anderen Besatzungszonen. Die bayerische Sektion wurde am 26. Januar 1947 in München gegründet.
Die Initiative zur Gründung der VVN als überlokalem, -regionalem, gesamtdeutschem und überparteilichem Zusammenschluss ging von Angehörigen der Arbeiterparteien KPD und SPD aus, die in Betreuungsstellen für politisch, religiös und rassisch Verfolgte bzw. den OdF-Ausschüssen direkten Kontakt zu den Betroffenen hatten. „Über alle Schichten, Konfessionen und Rassen und Parteien hinweg“ schließe man sich mit dem Selbstverständnis von „Kämpfer[n] gegen den Nazismus“ und als vom Nazi-Regime Verfolgte „zu einer überparteilichen Organisation“ zusammen (Programm August 1946). Nach der Erinnerung des Mitgründers Emil Carlebach fiel die Entscheidung gegen einen „Kampfbund gegen den Faschismus“ und für „Verfolgtenorganisation“ mit Blick auf die Westmächte, die einen gesamtdeutschen linken Kampfbund nicht geduldet hätten: „Der spätere Titel kam zustande unter … dem halben Verbotsdruck der Westalliierten.“
In Düsseldorf wurde am 26. Oktober 1946 der erste Landesverband (Nordrhein-Westfalen) der VVN gegründet. Der VVN-Verband der Landesverbände der britischen Zone bildete einen zonalen Rat der VVN, Hamburg, der seit Herbst 1946 den VVN-Pressedienst herausgab, redigiert von Peter Lütsches (CDU), Düsseldorf.
Den Leitungen der Landesverbände und des auf einer interzonalen Länderkonferenz vom 15. bis zum 17. März 1947 in Frankfurt am Main gegründeten Dachverbands gehörten kommunistische, sozialdemokratische, christdemokratische, jüdische und christliche Vertreter an. Zu den prominenten Mitgliedern der VVN – diese meist auch in Leitungsfunktionen – gehörten:
- Konrad Adenauer
- Philipp Auerbach
- Walter Bartel
- Emil Carlebach
- Franz Dahlem
- Curt Epstein
- Marcel Frenkel
- Heinz Galinski
- Ottomar Geschke
- Propst Heinrich Grüber
- Eugen Kogon
- Hans Mayer
- Pfarrer Harald Poelchau
- Franz Heitgres
- Karl Raddatz
- Kurt Schatter
- Julius Meyer
- Alphonse Kahn
- Lore Wolf
- Jeanette Wolff

Konsens auf der Basis des Schwurs von Buchenwald waren: „Entnazifizierung, Entmilitarisierung, Entmonopolisierung, Demokratisierung, Sozialstaatlichkeit, Völkerverständigung und antifaschistische Einheit in ganz Deutschland“. Im Oktober 1947 hatte die VVN etwa 300.000 Mitglieder in den vier Zonen. Der Rote Winkel – das Kennzeichen der politischen Häftlinge in den Konzentrationslagern – wurde zum Verbandszeichen der VVN.
Im Jahr 1946 empfahl die antikommunistische Führungsgruppe der West-SPD, das „Büro Schumacher“, Sozialdemokraten, der VVN nicht beizutreten und jede Mitarbeit abzulehnen.
Die verbleibende, kleine jüdische Gemeinde setzte große Hoffnungen auf die VVN. So stellte die jüdische Gemeinde Berlins nicht nur ihre Räume zur Verfügung, sondern forderte auch zur Übernahme von Ämtern in der VVN auf. Julius Meyer, Vorstandsmitglied der Berliner Gemeinde war vertreten im „Hauptamt OdF“ und im Vorstand der VVN.
Er erklärte am 2. Januar 1948, „dass wir immer aktiv zur VVN stehen.“ (ebd.) Es sei die VVN, die gegen den wiederanwachsenden Antisemitismus vorgehe.

### Entwicklung in der Deutschen Demokratischen Republik

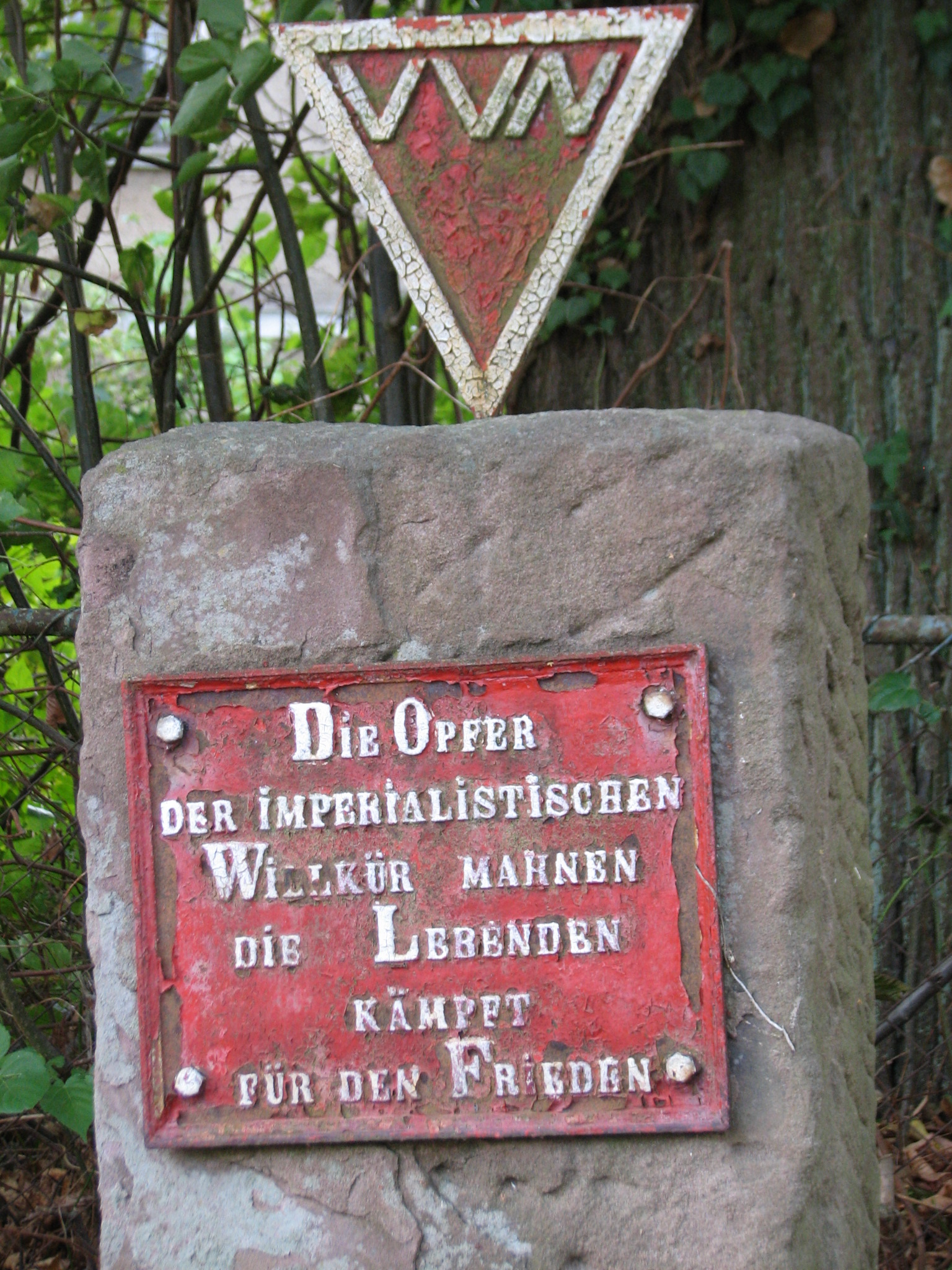
VVN-Gedenkstein mit Spruchplatte aus den 1950er-Jahren, Foto vom Oktober 2018 aus Lüderitz, Sachsen-Anhalt

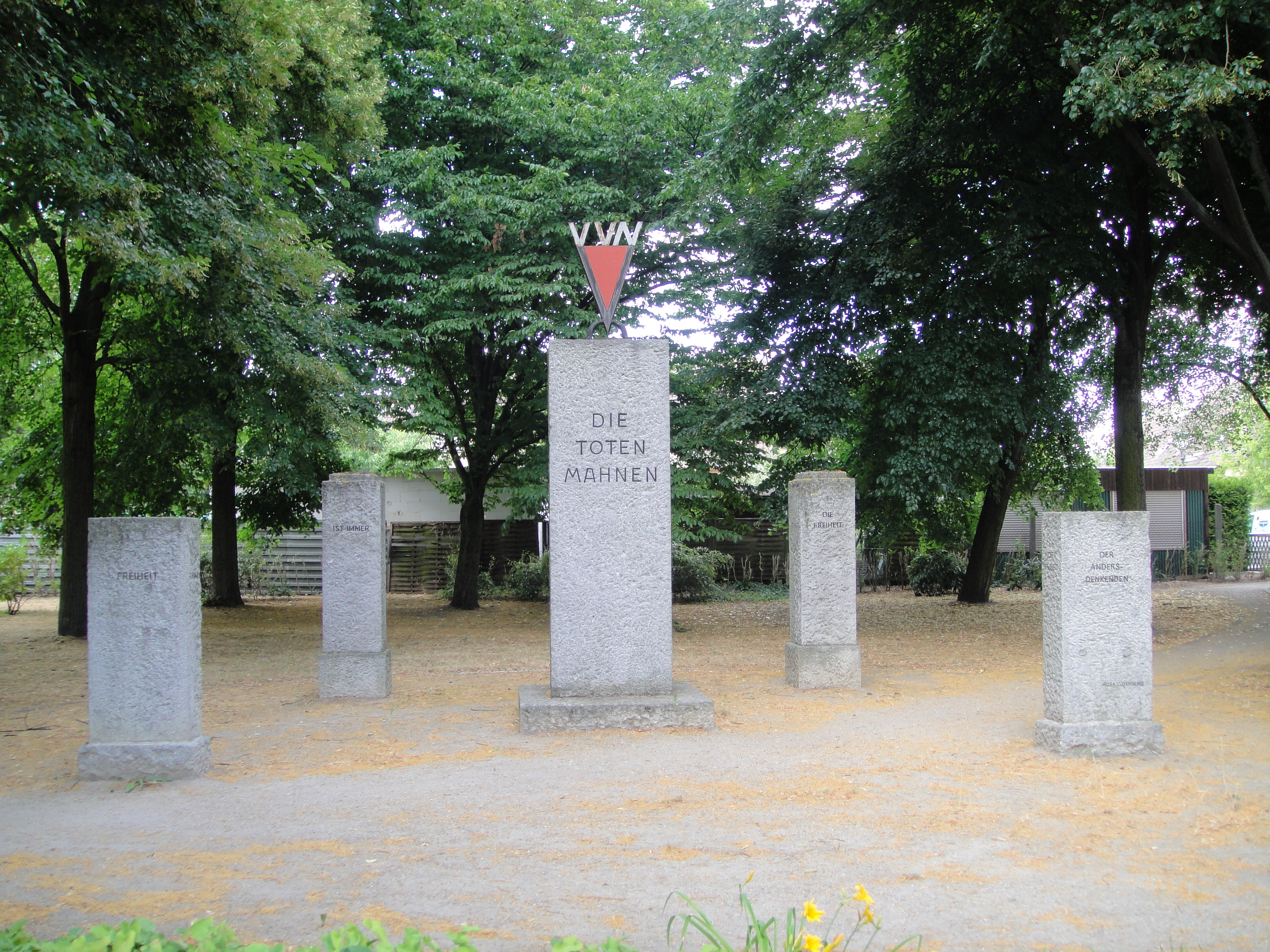
VVN-Denkmal in Teltow

Bei der Volkskammerwahl 1950 erhielt die VVN 15 Abgeordnete zugeordnet, die mehrheitlich der SED angehörten. Für die betreffenden Abgeordneten siehe die Liste der Mitglieder der Volkskammer der DDR (1. Wahlperiode).
Nachdem die Leitungsgremien der SED mit der Begründung, einer besonderen Organisation für NS-Verfolgte bedürfe es in der DDR nicht, im Februar 1953 die „Abwicklung“ (Hartewig) der VVN beschlossen und der Zentralvorstand und die Delegiertenversammlung der VVN die Auflösung beschlossen hatten, gingen deren Aufgaben an andere Instanzen wie die Räte der Bezirke und Kreise, den FDGB, die FDJ, den Verlag Volk und Welt, das Museum für Deutsche Geschichte über. Als eine Art Nachfolgeeinrichtung wurde das Komitee der Antifaschistischen Widerstandskämpfer gegründet, mit Schwerpunktlegung auf den Antifaschismus. Nach Meinung von Karin Hartewig sollte damit auch der Gegensatz zur BRD betont werden, die von der DDR als nicht-antifaschistischer Staat gesehen wurde. Nicht aufgelöst wurden jedoch die Lagerkomitees. Sie blieben als Netzwerke der Überlebenden und Ansprechpartner an den Gedenkorten erhalten. Gegen die Auflösung erhob sich innerhalb der VVN kaum Widerspruch. Der Ausschluss der im Nationalsozialismus als Juden verfolgten Mitglieder Helmut Salo Lohser, Leon Löwenkopf, Julius Meyer und Günter Singer u. a. aus dem Zentralvorstand der Ost-VVN im Januar 1953 sowie das gleichzeitige Verbot der VVN-Zeitschrift „Der Weg. Zeitschrift für Fragen des Judentums“ im Gefolge des Slánský-Prozesses und des Ärzteprozesses sprechen für eine mindestens zum Teil antisemitisch motivierte Auflösung. Dagegen steht die These, es sei um „politische Konformität“ gegangen. Das Komitee agierte in enger Absprache mit der SED, vertrat einen „hegemonialen Antifaschismus“ und bestimmte seine Aufgaben als einen Antifaschismus unter den Bedingungen des Kalten Kriegs. Die Position der Vertreter des politischen Widerstands innerhalb der Verfolgtengemeinschaft in der DDR wurde damit aufgewertet, die Betreuung der vormals Verfolgten dezentralisiert. Es unterhielt enge Beziehungen zur VVN in der Bundesrepublik. Nach der Wende übernahm 1990 der Interessenverband ehemaliger Teilnehmer am antifaschistischen Widerstand, Verfolgter des Naziregimes und Hinterbliebener (IVVdN) seine Nachfolge.

### Entwicklung in West-Berlin
In den Berliner Westsektoren bestand die VVN Westberlin auch nach der Auflösung der VVN Groß-Berlin als Teil der DDR-VVN auf der Basis alliierten Rechts bis 1990, ab 1976 mit der Namenserweiterung Verband der Antifaschisten (VVN/VdA) unter Öffnung für Mitglieder, die nicht vom NS-Regime verfolgt waren oder Widerstand gegen die Nazi-Herrschaft geleistet hatten, fort. Der Zusatz VdA in Abgrenzung zur Umbenennung der VVN in der Bundesrepublik war dabei dem Umstand geschuldet, dass die West-Berliner VVN bis 1989 in hohem Maße von der Sozialistischen Einheitspartei Westberlins (SEW) beeinflusst und finanziert worden war und West-Berlin in Einklang mit der von der SEW als Drei-Staaten-Theorie vertretenen völkerrechtlichen Auffassung der DDR eine „selbstständige politische Einheit“ darstellte. 1990 erfolgte die Umwandlung in einen eingetragenen Verein (e. V.) unter gleichzeitiger Änderung des Namenszusatzes in „Verband der Antifaschistinnen und Antifaschisten“. 1983 eröffnete der Verband die Galerie Olga Benario in der Neuköllner Boddinstrasse 61 (seit dem 15. November 2001 in der Richardstraße 104). 1996 schloss sich die VVN/VdA der Bundesvereinigung der VVN-BdA als Berliner Landesvereinigung an. Sie war bis 2002 eigenständiges Mitglied der FIR, ohne die sich hieraus ergebenden Rechte noch auszuüben, und Mitglied des 1990 gegründeten Bundes der Antifaschisten Berlin (BdA Berlin). Seit dem Zusammenschluss zwischen dem BdA Berlin und der Berliner Vereinigung ehemaliger Teilnehmer am antifaschistischen Widerstand, Verfolgter des Naziregimes und Hinterbliebener e. V. (BV VdN) zur Berliner Vereinigung der Verfolgten des Naziregimes/Bund der Antifaschistinnen und Antifaschisten e. V. und dem Beitritt dieser Organisation zur Bundesvereinigung der VVN-BdA gehört die VVN/VdA als Kreisvereinigung für die Berliner Verwaltungsbezirke Charlottenburg-Wilmersdorf, Neukölln, Reinickendorf, Spandau, Steglitz-Zehlendorf, Tempelhof-Schöneberg sowie die früheren Verwaltungsbezirke Kreuzberg und Wedding der Berliner VVN-BdA an.

### Entwicklung in der Bundesrepublik Deutschland bis 1990

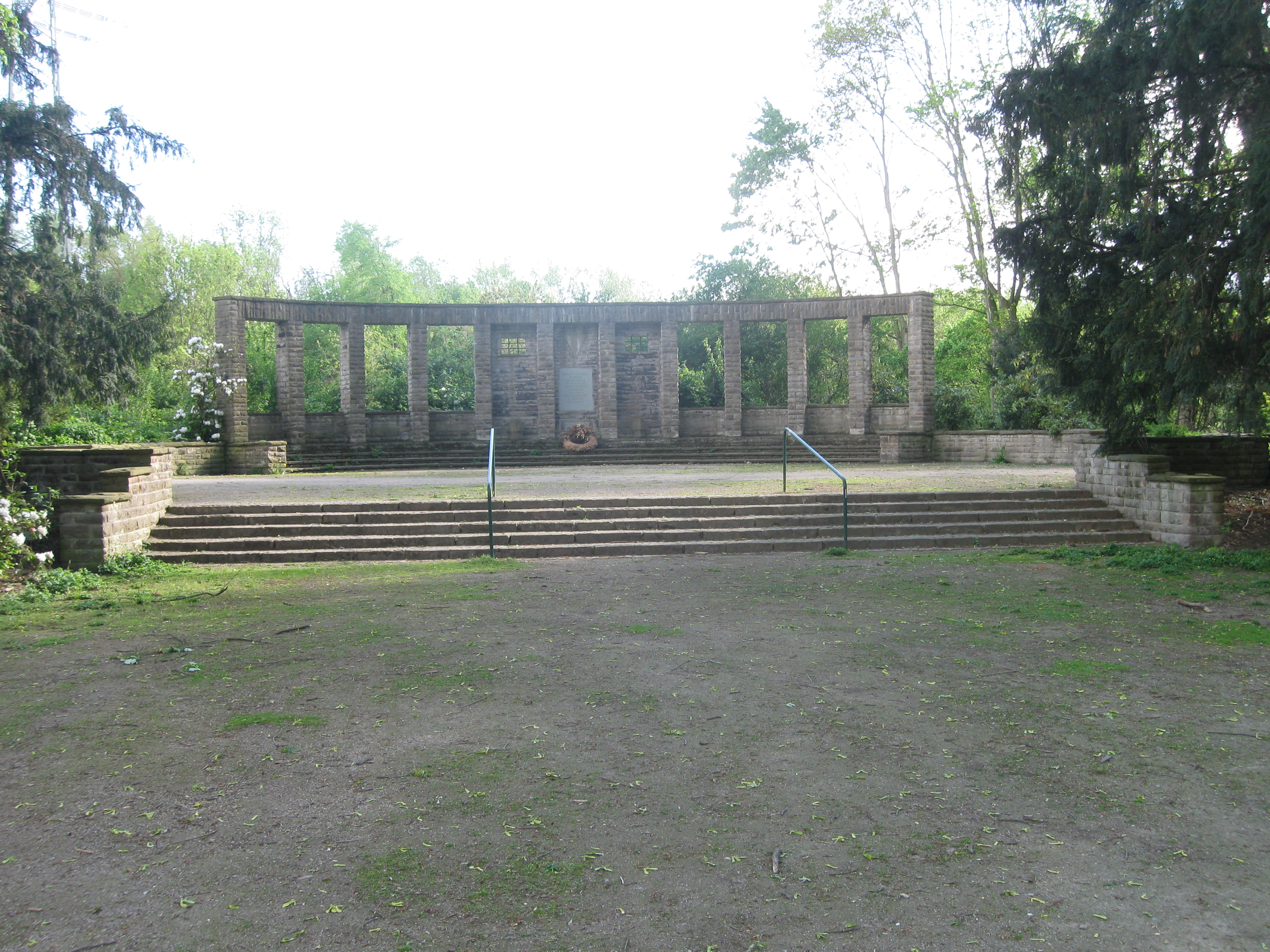
1951 errichtetes VVN-Mahnmal für die Opfer der NS-Gewaltherrschaft in Gelsenkirchen

#### Allgemeine Entwicklung von den Anfängen bis in die 1970er Jahre
Die KPD hatte im Widerstand gegen den Nationalsozialismus eine herausgehobene Rolle gespielt. Sie hatte einen sehr hohen Anteil an den aus politischen Gründen NS-Verfolgten – insgesamt war etwa die Hälfte der 360.000 KPD-Mitglieder im Nationalsozialismus inhaftiert gewesen, etwa 25.000 waren ermordet worden. Aus dem hohen Maß an Verfolgung ergab sich ein hoher Einfluss in der Verfolgtenorganisation. Blockkonfrontation und Kalter Krieg und die damit einhergehende Ausgrenzung, dann Verfolgung von tatsächlichen oder angeblichen Kommunisten und Unterstützern in der Bundesrepublik, Austritte von Nichtkommunisten aus der VVN trugen dazu bei. „Die VVN wurde Teil einer Angstkulisse des Kalten Krieges.“ Während der Berlin-Blockade verschärften sich die Spannungen in der VVN, die Einheit des Verbandes konnte aber noch gewahrt werden. Jedoch fassten die Delegierten des Düsseldorfer Parteitags der SPD im September 1948 einen Unvereinbarkeitsbeschluss für die gleichzeitige Mitgliedschaft in SPD und VVN. Begründung: die VVN sei „kommunistisch unterwandert“. Die SPD-Führung im Westen um den ehemaligen KZ-Häftling Kurt Schumacher, einen dezidierten Antikommunisten, hatte seinerzeit schon die Gründung der VVN abgelehnt und bereits im Mai 1948 mit einer antikommunistischen Pressekampagne des SPD-Vorstandsmitglieds Fritz Heine die zahlreichen nichtkommunistischen VVN-Funktionsträger zu „nützlichen Idioten“ der KPD und die von Peter Lütsches (CDU) redigierten VVN-Nachrichten zum kommunistischen Presseorgan erklärt. Auf Anregung des Parteivorstands wurde Ende 1948 als unselbständige Untergliederung der SPD eine Arbeitsgemeinschaft ehemals verfolgter Sozialdemokraten (AvS) gegründet, so dass ein Teil der sozialdemokratischen VVN-Mitglieder dorthin wechselte. Wenngleich 1949 noch 17.000 Sozialdemokraten Mitglied der VVN waren, so leitete diese Abspaltung von der VVN doch die parteipolitische Zersplitterung der NS-Verfolgten ein.
Der zweite Schritt folgte mit der Gründung einer CDU-nahen Organisation. Auf Initiative des in der Zwischenzeit ausgetretenen Lütsches und weiterer ehemaliger VVN-Mitglieder wurde 1950 der Bund der Verfolgten des Naziregimes (BVN) gegründet. Er war ein profiliert antikommunistischer Zusammenschluss. Wegen CDU-Nähe fasste der SPD-Bundesvorstand 1953 einen Unvereinbarkeitsbeschluss auch bei Mitgliedschaft im BVN. Er wurde von der CDU-geführten Bundesregierung und von US-amerikanischen Geheimdiensten großzügig finanziell unterstützt. Als sich Anfang 1950 in Nordrhein-Westfalen der erste BVN-Landesverband gründete, waren viele christdemokratische Kreistagsabgeordnete, Stadtverordnete und auch Landtags- und Bundestagsabgeordnete noch Mitglied der VVN.
Der BVN, die AvS und eine antikommunistische, kaum bekannt gewordene „Arbeitsgemeinschaft für Freiheit, Recht und Menschenwürde“ als Zusammenschluss von der VVN abgespaltener Gruppen bemühten sich gemeinsam, die Weiterarbeit der VVN zu sabotieren. Währenddessen wurde der BVN-Vorsitzende Lütsches in eine Folge von Korruptionsskandalen verwickelt und entpuppte sich als wegen krimineller Aktivitäten Verfolgter.
Anders als der VVN gelang es den konkurrierenden Zusammenschlüssen BVN, AvS und der weniger politisch auftretenden Notgemeinschaft der durch die Nürnberger Gesetze Betroffenen nicht, kontinuierlich eigenständige Aktivitäten zu entfalten. Die Gegner der VVN erreichten zunächst, diese weitgehend auf ihren kommunistischen Mitgliederkern zu reduzieren, ohne sie aus der westdeutschen Öffentlichkeit verbannen zu können. Inzwischen sind Aktivitäten von BVN, AvS und „Notgemeinschaft“ nicht mehr nachweisbar. Die AvS löste sich 2016 durch Fusion mit dem Arbeitskreis der politischen Häftlinge in der SBZ/DDR auf.
Anfang der 1950er Jahre mussten einige Landesleiter bundesdeutscher Entschädigungsbehörden diese verlassen, darunter eine Gruppe jüdischer Beamter, die selbst NS-Verfolgte und mit möglicherweise einer Ausnahme auch Mitglieder der VVN waren: Philipp Auerbach, Curt Epstein, Marcel Frenkel, Alphonse Kahn und Ludwig Loeffler (VVN-Mitgliedschaft nicht belegt). In Bayern war der Sozialdemokrat Philipp Auerbach, Leiter des Staatskommissariats für NS-Verfolgte, „einer wahren Schlammflut“ (Goschler) von Anfeindungen ausgesetzt, die in ein Verfahren und eine Verurteilung mündete. Vor Eintritt der Rechtskraft beging er Selbstmord. In Nordrhein-Westfalen entfaltete der Konkurrenzverband BVN eine Kampagne sowohl gegen die Entschädigungsvorschriften als auch gegen den jüdischen Leiter Frenkel der Landesbehörde für Wiedergutmachung, Mitglied der KPD. Er behauptete, Frenkel versorge Kommunisten mit Haftentschädigungen, Renten und Beihilfen aus öffentlichen Mitteln, mit denen sie die Bundesrepublik unterminierten. Sie dürften keine Entschädigung für Verfolgung erhalten. Frenkel sorge dafür, dass sein Etat „zu 70 % für Glaubensjuden, Kommunisten, Sozialisten ausgegeben“ werde. Frenkel wurde mit der Begründung suspendiert, Kommunist zu sein. Zugleich hieß es „ausdrücklich“, alle Vorwürfe gegen seine Arbeitsweise seien „völlig ausgeräumt“.
Die starke westdeutsche „antisemitische Anti-Auerbach-Stimmung“ wie die „antisemitischen und antiziganistischen Angriffe“ insgesamt führten im Ergebnis zu einer restriktiveren Entschädigungspraxis. Auf kommunaler Ebene forderten die Konkurrenten der VVN Politiker auf, ihr die finanziellen Zuwendungen zu entziehen. Auch Heinz Galinski und Eugen Kogon (CDU) verließen 1950 die VVN. Kogon sah zu diesem Zeitpunkt eine antikommunistische Denunziationswelle in der Bundesrepublik, nach der „morgen jeder Dritte für untragbar gehalten wird“.
„Im Zuge der allgemeinen Kommunistenverfolgung“, die zu Beginn der 1950er Jahre einsetzte, entschied die Bundesregierung unter Konrad Adenauer 1950, dass die Mitgliedschaft in der VVN mit einer Anstellung im öffentlichen Dienst unvereinbar sei, (siehe auch Adenauer-Erlass) was ein „Berufsverbot im öffentlichen Dienst“ (Constantin Goschler) bedeutete. Mitglieder der VVN wurden vom Inlandsgeheimdienst observiert oder konnten von der Polizei auch an einem privatwirtschaftlichen Arbeitsplatz festgenommen, erkennungsdienstlich behandelt und entlassen werden, ohne dass das Ermittlungsverfahren mehr als die Mitgliedschaft in der VVN ergeben hatte. Der antikommunistische Repressionsdruck führte nach der parteipolitischen Aufsplitterung zu weiteren Mitgliederverlusten. Beides schwächte die Position der NS-Verfolgten erheblich.
Mahnung und Erinnerung an die Verbrechen des Nationalsozialismus waren ein Hauptthema der Tätigkeit der VVN. In diesem Zusammenhang stand 1950 eine Initiative zu einem „Tag der Opfer des Faschismus“, wie es ihn in der DDR seit 1949 gab, auch für Westdeutschland. In der von der VVN ausgelösten Gedenktagsdebatte setzte sie sich nicht durch. Stattdessen wurde, wie der Volksbund Deutsche Kriegsgräberfürsorge es vorschlug, der Volkstrauertag, der ab 1934 als „Heldengedenktag“ Staatsfeiertag gewesen war, wieder eingeführt.
1955 wurde Frenkel, nun VVN-Vorsitzender, verhaftet und des Hochverrats angeklagt, nachdem die VVN die Volksbefragung gegen die Remilitarisierung unterstützt hatte. Starke Proteste aus dem Ausland führten dazu, ihn wieder auf freien Fuß zu setzen und die Anklage fallen zu lassen.
Von Anfang an widmete die VVN sich der Betreuung von Opfern des nationalsozialistischen Unrechts. Dazu gehörte unter anderem beispielsweise die Sozialberatung nach dem Bundesentschädigungsgesetz (Bundesgesetz zur Entschädigung für Opfer der nationalsozialistischen Verfolgung – abgekürzt BEG), das 1956 rückwirkend auf den 1. Oktober 1953 in Kraft trat. Hauptsächliche Themen während der 1950er und 1960er Jahre waren die Wiederbewaffnung, die Remilitarisierung, die atomare Aufrüstung, die zahlreichen ehemaligen Nationalsozialisten im öffentlichen Dienst und in der Privatwirtschaft, die Notstandsgesetze, die NPD und neofaschistische Aktivitäten und Akteure, das bundesdeutsche Verdrängen und Verschweigen der deutschen Geschichte von 1933 bis 1945. Initiativen der VVN führten zur Errichtung von Gedenkstätten. So waren VVN-Mitglieder Mitte der 1960er Jahre daran beteiligt, das ehemalige Konzentrationslager Dachau in eine Gedenkstätte umzuwandeln.

#### Publikationstätigkeit
Die erste Verbandszeitschrift der VVN wurde ab Oktober 1946 wöchentlich in Hamburg herausgegeben: Der VVN-Pressedienst beinhaltete auf wenigen Seiten insbesondere Informationen zu den Geschehnissen der NS-Zeit in Zuchthäusern und Konzentrationslagern, zu ehemaligen NS-Funktionären, zu Wiedergutmachungsansprüchen sowie vermissten NS-Opfern. Anfang 1949 wurde die nun achtseitige Wochenzeitung in VVN-Nachrichten umbenannt und trug den Untertitel Überparteiliche Wochenzeitung. Mit diesem Untertitel firmierte die Wochenzeitung ab Anfang Januar 1950 nun als 20. Jahrhundert, womit über die Opferperspektive hinaus die aktuelle Entwicklung in Deutschland und Europa publizistisch begleitet werden sollte. Bis zu diesem Zeitpunkt wurde die Verbandszeitschrift unter wechselnden Titeln von Lütsches im Auftrag der VVN redigiert. Die Titelrechte lagen bei der VVN und verblieben dort auch nach dem Weggang von Lütsches.
Seit 1950 publizierte die VVN Die Tat – Wochenzeitung für Demokratie und Frieden. Sie erschien im Röderberg-Verlag und fusionierte 1983 mit der ebenfalls links orientierten Deutschen Volkszeitung.
Eng der VVN verbunden war der Röderberg-Verlag in Frankfurt a. M., dessen langjähriger Leiter Hans Bär Mitglied der VVN war.

#### Erweiterung zum „Bund der Antifaschisten“
1971 erweiterte sich die VVN zum „Bund der Antifaschisten“, da im Gefolge der studentischen Protestbewegung und durch das starke Anwachsen der militant völkisch-nationalistischen Partei NPD ein verstärktes Interesse der jungen Generation an der Auseinandersetzung mit der nationalsozialistischen Vergangenheit aufkam. Mit dieser Entscheidung konnten nun nicht nur Verfolgte und ihre Familienangehörigen, sondern auch junge Leute, die sich mit den Überlebenden der Konzentrationslager und ihrem Vermächtnis verbunden fühlen, Mitglied der VVN werden. Es gelang, nach der Isolierung zur Hochzeit des Kalten Kriegs, die Anhängerschaft um nicht-kommunistische Kreise zu erweitern.

#### Verbotsversuche, individuelle Beschäftigungs- und Berufsverbote
Am 26. Juli 1951 wurde der Rat der VVN von der Bundesregierung verboten und deren Gesamtdeutsches Büro in Frankfurt unter Einsatz der Polizei geschlossen. Dem Verbot folgten nicht alle Bundesländer, teils scheiterte auch die Umsetzung am Widerspruch von Verwaltungsgerichten (Bayern, Niedersachsen), die eine Verfassungsfeindlichkeit verneinten. In Hamburg wurde die VVN am 1. August 1951 verboten. Ihr folgte ab 1959 als Neugründung die Vereinigte Arbeitsgemeinschaft der Naziverfolgten (VAN), die 1971 in „Vereinigung der Antifaschisten und Verfolgten des Naziregimes“ umbenannt wurde.
Die unionsgeführte Bundesregierung forcierte 1959 einen erneuten Versuch, die VVN zu verbieten. Das zuständige Bundesverwaltungsgericht brach den Prozess allerdings 1962 nach zwei Verhandlungsterminen ab. In der mündlichen Verhandlung übergab der NS-verfolgte Widerstandskämpfer August Baumgarte (ein Überlebender des KZ Mauthausen) Dokumente zur NS-Vergangenheit des Vorsitzenden Richters des erkennenden Senats – zugleich Präsident des Bundesverwaltungsgerichts – Fritz Werner. Er enthüllte, dass Werner schon vor 1933 NSDAP und SA beigetreten und später zum höheren SA-Führer berufen worden war. Diese Information hatte ein erhebliches Medienecho. Nun wurde auch bekannt, dass der Anwalt der Bundesregierung Hermann Reuß ebenfalls ein ehemaliger Nationalsozialist und im NS als Richter tätig gewesen war. Ausweislich einer Dokumentation der VVN hatte er in der Juristischen Wochenschrift das Verbot der demokratischen Parteien nach dem Machtantritt der NSDAP und ihrer Bündnispartner begrüßt und Hitler und den Nationalsozialismus verherrlicht. Kompromittierende Zitate aus Werners Dissertationsschrift von 1934 sowie die Ankündigung, weitere beisitzende Richter, darunter Eugen Hering, mit ihrer Nazivergangenheit zu konfrontieren, ließen die Bundesregierung zurückweichen. Die unerwarteten Enthüllungen verstärkten die bereits großen Proteste im In- und Ausland und ließen den Prozess „versanden“. Im August 1964 mit der Neufassung des Vereinsgesetzes (§ 31 Abs. 4 VereinsG) wurde das Verfahren endgültig eingestellt.
Durch den Radikalenerlass wurden auch Angehörige der VVN, wie etwa die angehenden Lehrer Klaus Lipps oder Christina Lichtwarck-Aschoff sanktioniert.
Aufgrund des besonderen Berlin-Status war die West-Berliner VVN formal von dem Verbot nicht betroffen, wenn sie auch „massiven Diskriminierungen durch die Behörden“ (z. B. durch Abwehr von Entschädigungs- und Wiedergutmachungsansprüchen) ausgesetzt wurde.

### Entwicklung in der Bundesrepublik Deutschland nach der Wende

#### Umbruch 1989, Neuorientierung, Neuorganisation

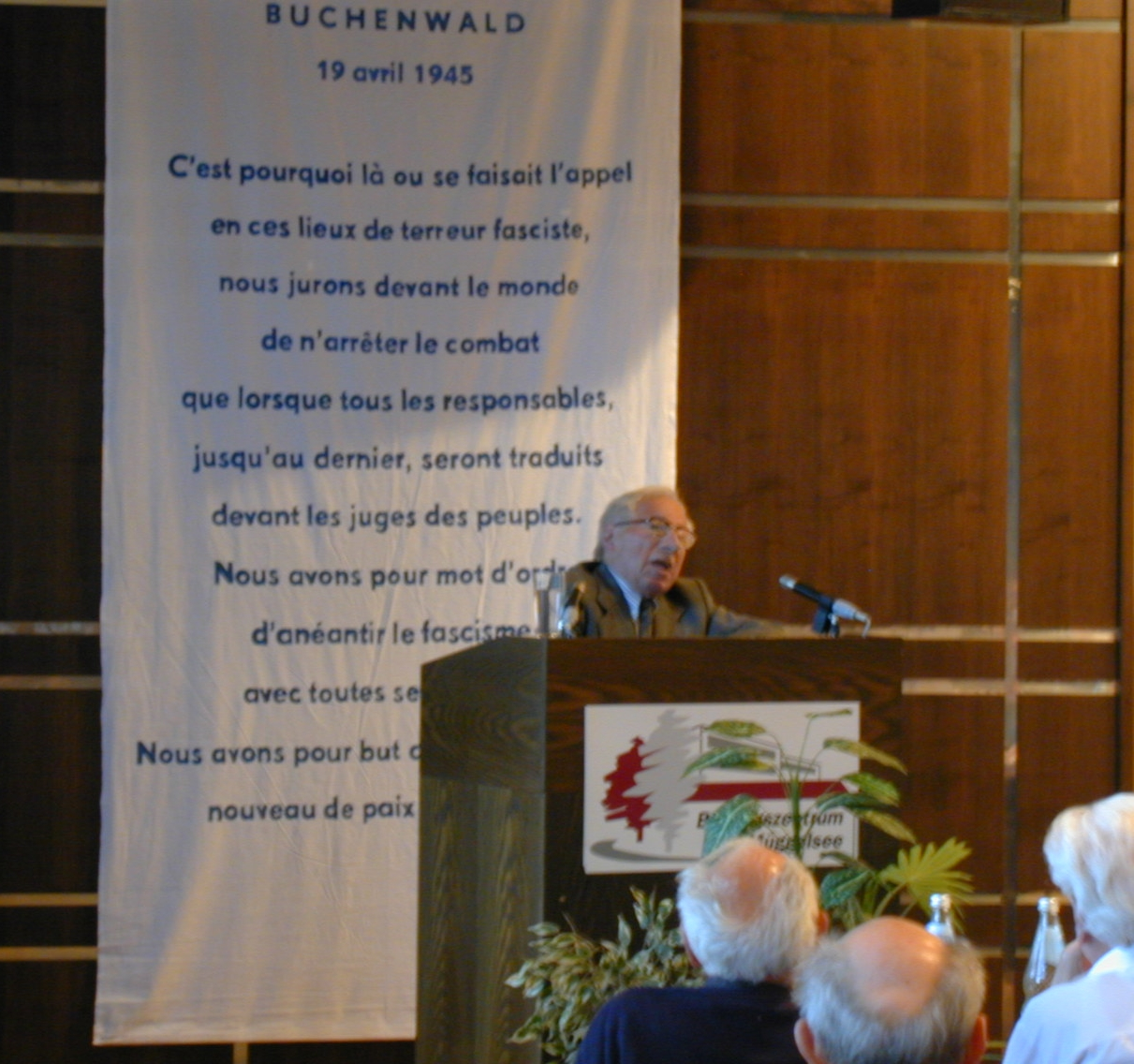
Adolphe Low, Spanienkämpfer spricht zu den Delegierten des Vereinigungskongresses, Oktober 2002

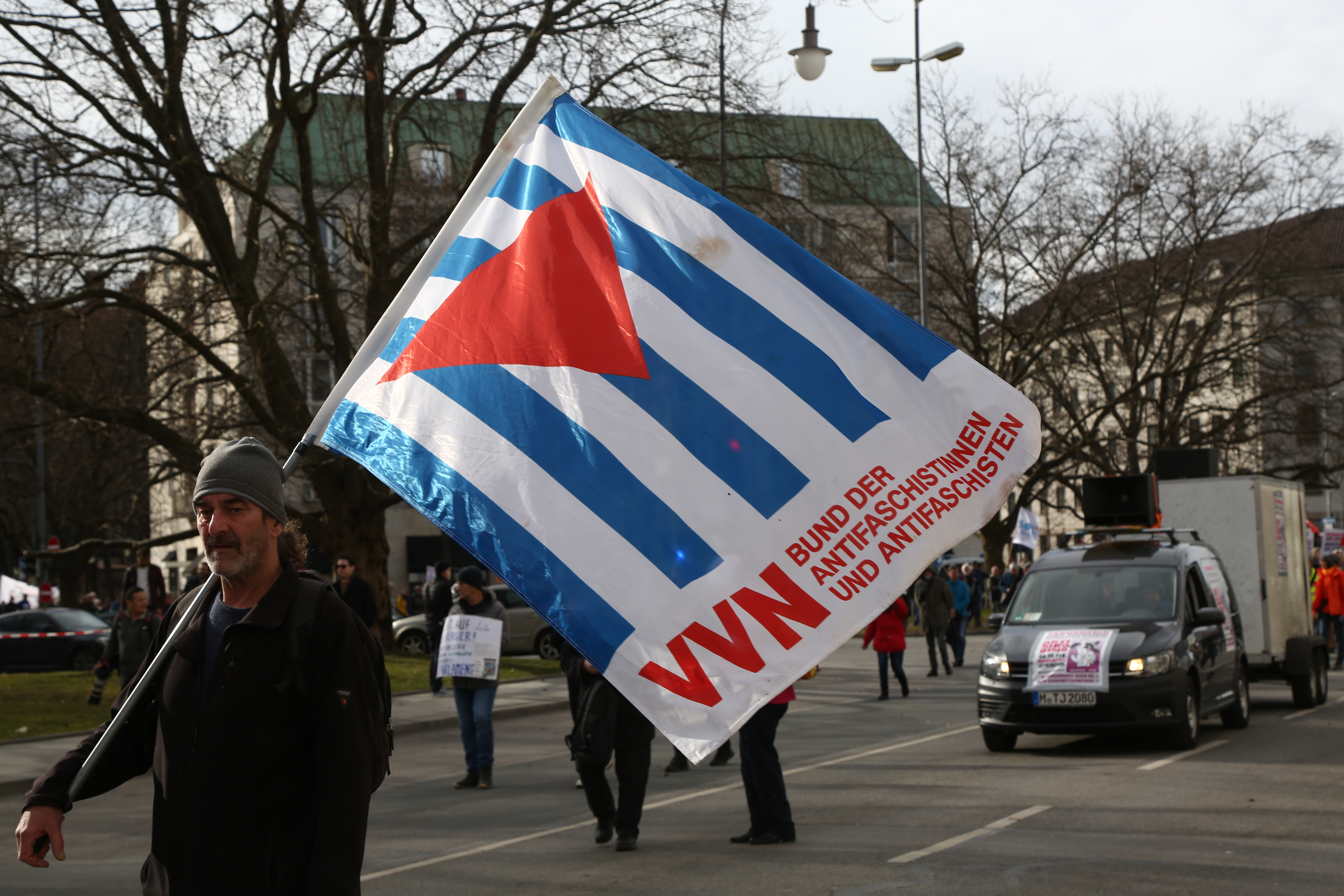
Fahne der VVN auf der Demonstration gegen die Münchner Sicherheitskonferenz 2023

Ende 1989 fiel die umfangreiche Finanzhilfe aus der DDR ersatzlos fort. Die VVN-BdA musste ihre Frankfurter Bundesgeschäftsstelle auflösen und ihre 25 Beschäftigten zum Jahresende entlassen. Lediglich auf Landesebene und in den Kreisverbänden werde die Arbeit „uneingeschränkt“ fortgeführt werden können, erklärte der Pressesprecher Kurt Faller, der 1977 als Lehrer mit Berufsverbot belegt worden war. Präsidium und Sekretariat des Bundesvorstands der VVN-BdA traten im Januar 1990 zurück. Es setzten sich dann die Stimmen für die Fortführung der Arbeit mit eingeschränkten Mitteln und neuer Organisationsstruktur durch. Differenzierend wurde dies auch aus VVN-gegnerischer Sicht mit dem Bemerken wahrgenommen, die DKP habe ihre führende Rolle verloren, während „undogmatische und nichtextremistische Kräfte“ an Einfluss gewonnen hätten und die VVN-BdA sich zudem für „autonome Antifaschisten“ geöffnet habe.
2000 definierte die vom Bundesausschuss herausgegebene antifa-rundschau den Verband nachdrücklich als „eine pluralistisch zusammengesetzte Bündnisorganisation von Antifaschisten unterschiedlicher Herkunft und Auffassung“. Daher müssten auch grundsätzliche Meinungsunterschiede auszuhalten sein, „wenn sie das gemeinsame Handeln gegen Neofaschismus und Krieg nicht verhindern“.
2001 gehörten dem elfköpfigen Bundessprecherkreis (Bundesvorstand) der VVN-BdA drei Mitglieder der SPD, drei der DKP, eins der CDU an, zwei waren ehemalige SPD-Mitglieder und zwei weitere Parteilose.
1996 schloss sich die bundesdeutsche VVN-BdA mit der bis dahin eigenständigen VVN/VdA (früher: VVN Westberlin) zusammen und 2000 mit dem ostdeutschen Interessenverband ehemaliger Teilnehmer am antifaschistischen Widerstand, Verfolgter des Naziregimes und Hinterbliebener (IVVdN-BdA).
2011 beschloss der Verband Deutscher in der Résistance, in den Streitkräften der Antihitlerkoalition und der Bewegung „Freies Deutschland“ e. V. (DRAFD) die Verschmelzung mit der VVN-BdA.
Im März 2016 bildete sich aus Gewerkschaftsgremien, Gliederungen und führenden Repräsentanten von SPD, der Partei Die Linke und Bündnis 90/Die Grünen die bundesweite Initiative Aufstehen gegen Rassismus, die auch von der VVN-BdA mitinitiiert wurde und mitgetragen wird.

#### Kampagne:NPD-Verbot jetzt!

Kampagne nonpd

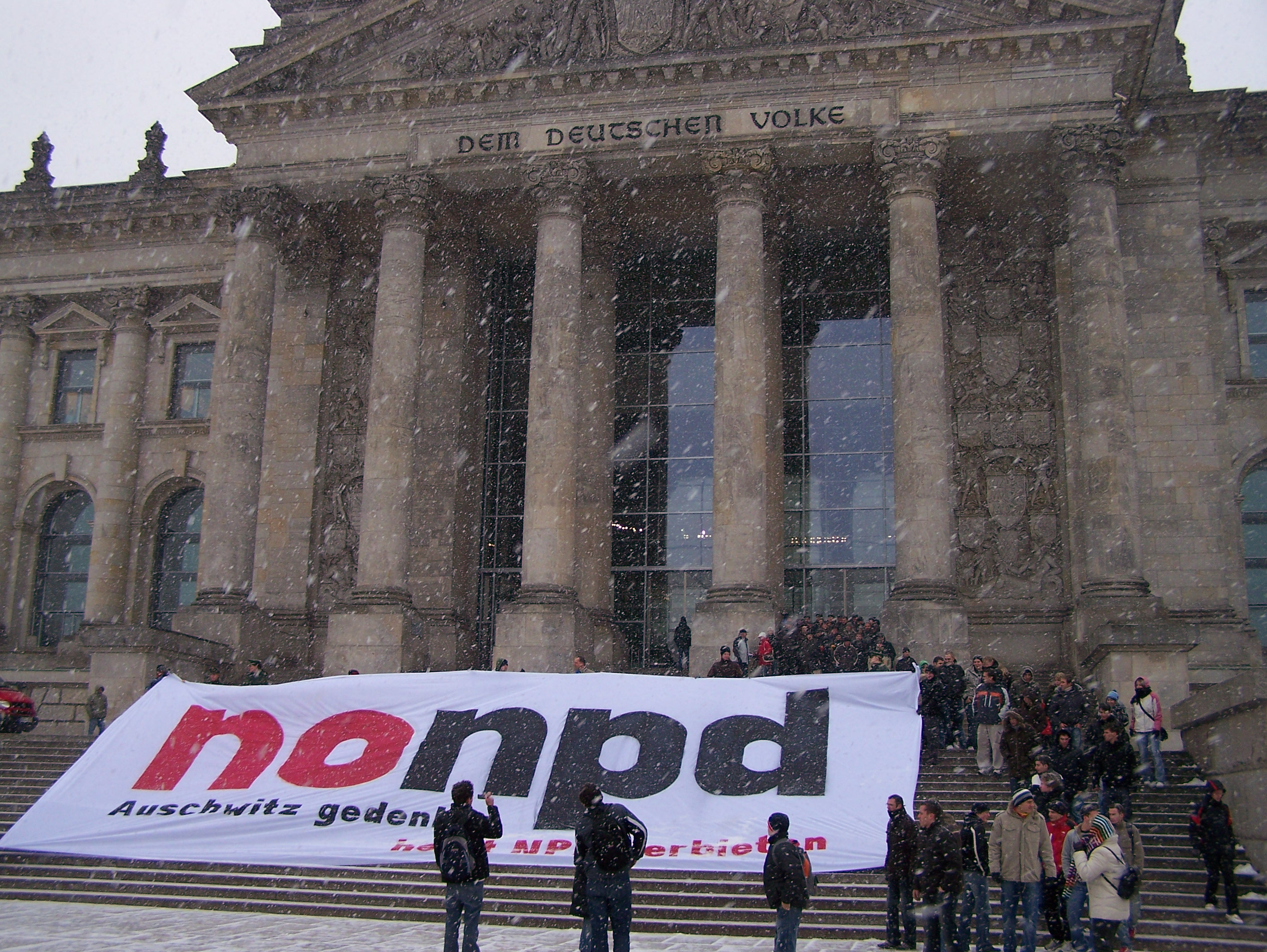
nonpd vor dem Reichstag

2007 lief eine VVN-BdA-Kampagne für ein Verbot der NPD. Für einen Aufruf an den Bundestag, „ein neues Verbotsverfahren gegen die NPD nach Artikel 21, Absatz 2 Grundgesetz auf den Weg zu bringen“, wurden 175.445 Unterschriften gesammelt. Unterstützer der Kampagne waren Hannelore Elsner, Frank Werneke und das Präsidium des 1. FC Nürnberg. Am 12. Dezember 2007 wurden die Unterschriften an Bundestagsvizepräsidentin Petra Pau, die Abgeordneten Gesine Lötzsch und Dorothée Menzner von der Linkspartei sowie Niels Annen von der SPD übergeben.
Am 27. Januar 2009 startete eine neue Kampagne nonpd – 5000 Gründe für NPD-Verbot, die nach Erreichen des Kampagnenziels im April 2010 beendet wurde.

#### Mitgliederzahlen
Die Mitgliederzahl sank von 9000 (2003) über 6000–7000 (2011) auf 6400 (Anfang 2013). Der im März 2014 erschienene Bayerische Verfassungsschutzbericht 2013 nennt eine Mitgliederzahl von 5800. Vom Bundeskongress 2011 bis zum Bundeskongress 2014 verringerte sich die Mitgliederzahl um 500. Ende 2019 hatte die VVN-BdA nach eigenen Angaben 7000 Mitglieder. Ende 2019 war die Mitgliederzahl infolge der drohenden Aberkennung der Gemeinnützigkeit um 1000 gestiegen. Bis März 2021 stieg die Mitgliederzahl auf rund 8000. Laut eigenen Angaben hat sich die Mitgliederzahl von 2020 bis 2022 kontinuierlich um ca. 500 pro Jahr erhöht.
Sie ist laut Eigenangaben die mitgliederstärkste und älteste explizit antifaschistische Organisation in Deutschland.

#### Gemeinnützigkeit
Im November 2019 erkannte das Berliner Finanzamt für Körperschaften der VVN-BdA den Status der Gemeinnützigkeit ab. Es begründete den Schritt mit der Nennung der Organisation als „bundesweit größte linksextremistisch beeinflusste Organisation im Bereich des Antifaschismus“ im bayerischen Verfassungsschutzbericht. Der VVN-BdA-Geschäftsführer Thomas Willms erklärte hierzu, dass das Finanzamt außerdem für 2016 und 2017 eine Steuernachzahlung in fünfstelliger Höhe verlange, was die Existenz des Vereins gefährde. Die Entscheidung beruht auf der Abgabenordnung (§ 51 AO). Sie wurde allerdings verschiedentlich kritisiert. So bezeichnete das Internationale Auschwitz Komitee sie als „Skandal“, der „das gemeinsame europäische Engagement gegen Rechtsextremismus und Antisemitismus erheblich schwächt“. Der Journalist Gunnar Schupelius verteidigte die Aberkennung in der B.Z. hingegen. Der Kampf gegen Rechtsextremismus sei zwar richtig und legitim. Er werde jedoch ad absurdum geführt „wenn die Vertreter dieses Kampfes für eine andere Form des Extremismus eintreten“. Die Auschwitz-Überlebende Esther Bejarano erklärte die Präsenz zahlreicher Kommunisten so: „Ja, warum sind denn Kommunisten in diesem Verein? Weil sie die Ersten waren, die von der NSDAP verfolgt worden sind! Viele sind in Gefängnissen und Konzentrationslagern umgebracht worden. Sie gehörten zu den wenigen, die gegen die Nazis gekämpft haben. Natürlich sind Kommunisten im VVN, doch das darf doch nicht der Grund sein, uns die Gemeinnützigkeit zu entziehen. Was kann gemeinnütziger sein als Antifaschismus? Es ist eine Arbeit für die Gesellschaft.“
Die Aberkennung der Gemeinnützigkeit wurde vorläufig ausgesetzt. Ende Juni 2020 erfuhr die VVN-BdA, dass das Berliner Finanzamt ihren Einspruch gegen die Aberkennung der Gemeinnützigkeit vorerst zurückgewiesen hat. Ende März 2021 wurde bekannt, dass das Finanzamt für Körperschaften I in Berlin zunächst für 2019 die Gemeinnützigkeit anerkannt hat. Im April 2021 wurde dann auch für die zurückliegenden Jahre die Gemeinnützigkeit wieder anerkannt.
Die VVN-BdA ist Mitglied der Allianz Rechtssicherheit für politische Willensbildung.

## Zur politischen Einordnung

### Zeitgeschichts- und Politikforschung
Die Zeitgeschichtsforschung, soweit sie sich mit „Vergangenheitsbewältigung“ beschäftigt, thematisiert die VVN-BdA nicht, ohne jegliche Wertung oder positiv konnotiert.

### Politik
Zahlreich sind seit langem die personellen und handlungsbezogenen Verbindungen zwischen den Gliederungen der VVN-BdA und dem DGB und seinen Mitgliedsgewerkschaften. Während die SPD die 1948 beschlossene Unvereinbarkeit einer gleichzeitigen Mitgliedschaft von Sozialdemokraten in Partei und VVN-BdA nach jahrelanger Nichtanwendung 2010 auch formal „gemäß § 6 Absatz 2 Satz 3 Organisationsstatut“ aufhob und ihre Mitglieder und Gliederungen gemeinsam mit der VVN-BdA zu politischen Aktivitäten aufrufen, an ihnen teilnehmen oder in der VVN-BdA Funktionen übernehmen, sprechen Gliederungen und Mitglieder von CDU/CSU und FDP sich dafür aus, die VVN-BdA aus Bündnissen gegen Aktivitäten und Organisationen am rechten Rand des politischen Spektrums herauszuhalten, da sie ein „trojanisches Pferd für das Engagement gegen den Rechtsextremismus“ sei.

### Bewertung durch den Verfassungsschutz
In der Vergangenheit ist die VVN-BdA seit 1950 wiederholt von Verfassungsschutzbehörden des Bundes (zuletzt bis 2006) und der einzelnen Länder beobachtet und als „linksextremistisch beeinflusste Organisation“ eingestuft worden.
Mit der Ausnahme von Bayern gingen bis spätestens 2019 alle anderen Landesbehörden für Verfassungsschutz dazu über, den Verein als Landesverband der VVN-BdA nicht mehr in ihren Jahresberichten zu nennen, sondern nur noch nachrangig oder nicht mehr zu beobachten.
Mit der Einstellung der Beobachtung der VVN-BdA durch den bayerischen Verfassungsschutz 2022 wird die Vereinigung nicht mehr von Verfassungsschutzbehörden beobachtet.

#### In Bayern
Wiederholte Klagen des bayerischen Landesverbandes der VVN-BdA gegen die Erwähnung im dortigen Verfassungsschutzbericht blieben ohne Erfolg, zuletzt für die Jahre 2010 bis 2013 im Jahr 2018. Im Verlauf der Prüfung des zeitweiligen Entzugs der Gemeinnützigkeit des Bundesverbandes im Zeitraum 2019 bis 2021, gegen den es breiten Protest aus Politik und Gesellschaft gab (z. B. Gewerkschaften, Sozialverbände, jüdische Gemeinden, Grüne, Linke und SPD), stellte die zuständige Finanzbehörde fest, dass „der Bundesverband der VVN-BdA nicht mehr vom bayerischen Verfassungsschutz als extremistische Organisation aufgeführt werde“ und nach eingehender Prüfung der Bundesverband auch anderweitig nicht als extremistisch einzustufen sei. Im Bayerischen Verfassungsschutzbericht 2021 ist die VVN-BdA nicht mehr enthalten, im Bericht von 2022 wurde klargestellt, dass die Beobachtung eingestellt worden ist.